# Robert Kowalik

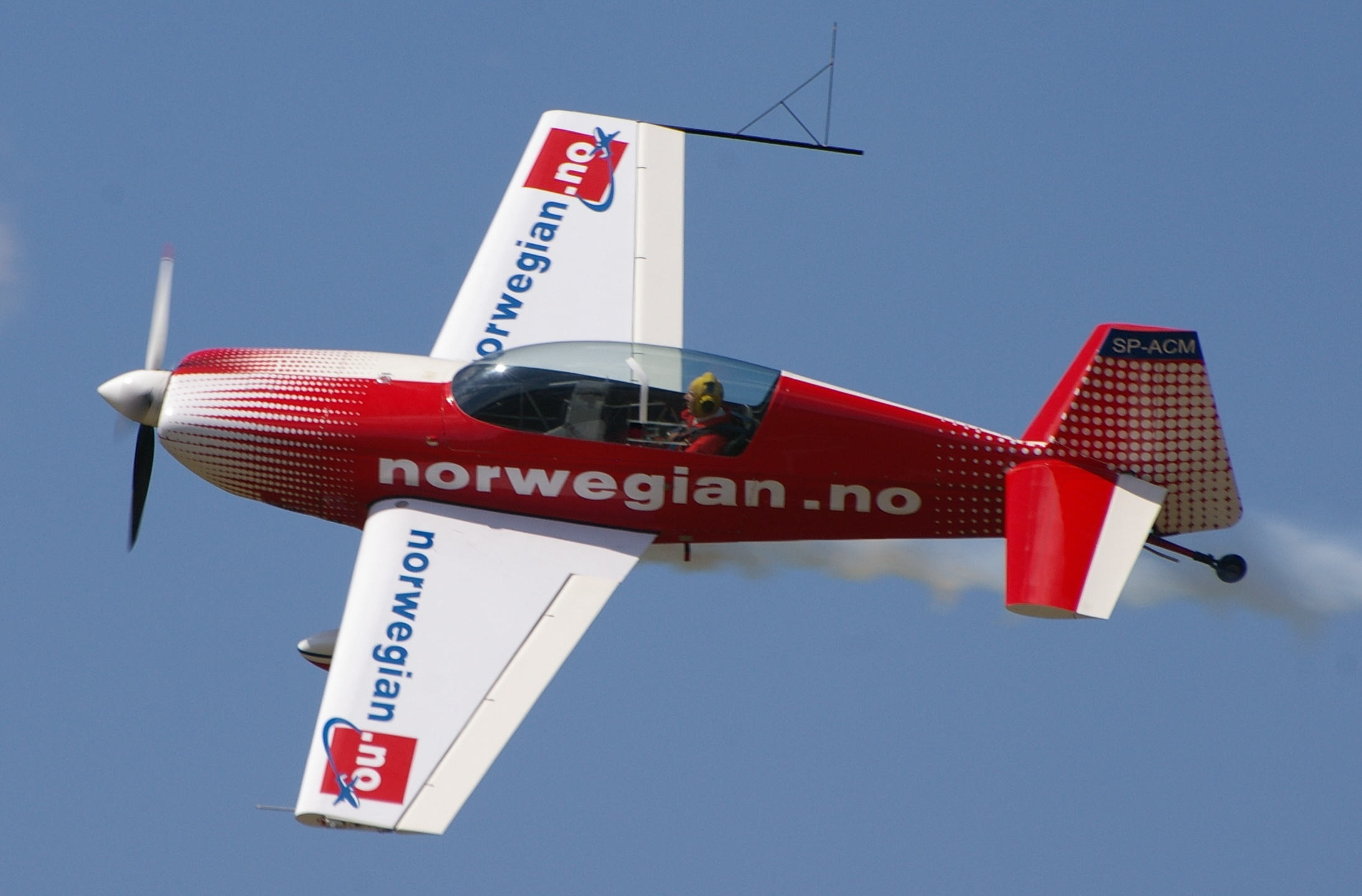
Robert Kowalik w locie

Robert Kowalik (ur. 9 marca 1967) - pilot komunikacyjny i akrobacyjny, dziesięciokrotny mistrz Polski w akrobacji samolotowej, brązowy medalista mistrzostw Europy. Latający samolotem Extra 300L o znakach rejestracyjnych SP-ACM oraz Super Steen SkyBolt 300 (SP-YDS). Zawodnik Aeroklubu Radomskiego. Wielokrotny gość podczas pikników lotniczych w Polsce i Europie. W latach 2006–2009 pilot w liniach Centralwings na samolotach Boeing, B737-400 i B737-300. Po upadku tej linii Robert Kowalik pracował dla Small Planet Airlines jako kapitan samolotów Airbus 320.
Aktualnie lata dla Enter Air samolotami Boeing 737.